# ريمون دومينيك
ريمون دومينيك ((بالفرنسية: Raymond Domenech)‏؛ مواليد 24 يناير 1952 في ليون) هو لاعب كرة قدم فرنسي معتزل والمدرب السابق للمنتخب الفرنسي من 2004 إلى 2010.

## كأس العالم لكرة القدم 2010
تمكنت فرنسا من التأهل لنهائيات كأس العالم 2010 عندما هزمت جمهورية أيرلندا في الملحق. حيث كانت المباراة مثيرة للجدل، حين تعامل تييري هنري مع الكرة بيده قبل أن يعدها لزميله ويليام غالاس ويسجل منها هدف الفوز. وقد تجاهل الحكم مارتن هانسون هذه الواقعة.
في المباراة الأولى من البطولة، تعادلت فرنسا مع أوروغواي 0-0. وبعد التعادل مع أوروغواي، وصف زيدان دومينيك بأنه فقد السيطرة على الفريق. هذه التعادل اقبته هزيمة 2–0 من المكسيك، وخلالها وجه المهاجم نيكولا أنيلكا إهانات للمدرب دومينيك. وفي اليوم التالي طرد أنيلكا من المنتخب. وبعد يوم من طرد أنيلكا رفض لاعبو المنتخب الفرنسي لكرة القدم التدرب احتجاجاً على قرار طرد اللاعب. بعدها أدان الاتحاد الفرنسي لكرة القدم مقاطعة اللاعبون، ليعود بعدها اللاعبون إلى التدريبات دون وقوع حوادث أخرى. وانتهى مشوار فرنسا في كأس العالم بخسارة 2–1 من جنوب أفريقيا، ما يعني تذيل منتخب “الديوك” للمجموعة الأولى. انحنى بها دومينيك برفضه مصافحة مدرب جنوب أفريقيا كارلوس ألبرتو باريرا في المباراة الأخيرة.

## وصلات خارجية
- ريمون دومينيك على موقع IMDb (الإنجليزية)
- ريمون دومينيك على موقع ألو سيني (الفرنسية)
- ريمون دومينيك على موقع ميوزك برينز (الإنجليزية)
- ريمون دومينيك على موقع قاعدة بيانات كرة القدم.إي يو (الإنجليزية)
- ريمون دومينيك على موقع ليكيب (الفرنسية)
- ريمون دومينيك على موقع ناشيونال فوتبول تيمز (الإنجليزية)
- ريمون دومينيك على موقع Soccerbase.com (مدرب) (الإنجليزية)
- ريمون دومينيك على موقع كووورة
- ريمون دومينيك على موقع أوليمبيديا (الإنجليزية)

- ريمون دومينيك profile at footballdatabase.eu